# Научене
Нàучене е село в Югоизточна България, община Нова Загора, област Сливен.

## География
Село Научене се намира на около 23 km югозападно от областния център град Сливен, около 10 km североизточно от общинския център град Нова Загора и около 41 km изток-североизточно от град Стара Загора. Разположено е в югоизточните подножия на Кортенския дял на Сърнена Средна гора (Кортенски хълмист район), един от чиято поредица върхове – Чаталджа (561,9 m), се намира на около 3 km северно от селото. Теренът в Научене е с преобладаващ наклон на юг; надморската височина в центъра е около 320 m. Климатът е умереноконтинентален.
Общински път на юг (около 2,5 km) свързва Научене със село Каменово и с минаващия през него второкласен републикански път II-66 (Европейски път Е773), който води на югозапад през село Съдиево към град Нова Загора, а на североизток – към Сливен.
Землището на село Научене граничи със землищата на: село Струпец на север; село Старо село на изток; село Каменово на югоизток; село Съдиево на югозапад; село Съдийско поле на запад; село Сърцево на северозапад.
Южно от Научене се намира микроязовирът Айдере.
Населението на село Научене, наброявало 507 души при преброяването към 1934 г. и 684 към 1946 г., намалява до 255 към 1992 г. и 110 (по служебен документ на НСИ от 2022-12-31) към 2022 г.
При преброяването на населението към 1 февруари 2011 г., от обща численост 149 лица, за 146 лица е посочена принадлежност към „българска“ етническа група.

## История
След Руско-турската война (1877 – 1878 г.) по Берлинския договор 1878 г. селото – тогава с име Юрен – остава в Източна Румелия; присъединено е към България след Съединението 1885 г.. Село Юрен (Юрени) е преименувано на Нау̀чен през 1906 г. и на Нàучене през 1934 г.
Според местни предания, през османското владичество жители на селото, намирало се тогава в местността Авланкьой (Аланкьой, Ааланкьой) на пътя Сливен – Нова Загора (2 – 3 km източно от село Каменово), нападат и ограбват поща с данъците на хазната, в отговор на което селото бива опожарено и прокудените оцелели жители се заселват на ново място. Когато пътници по пътя питали защо е опожарено Аланкьой, местните турци им казвали: „Гит йоренме!“ (Git öğrenme – от турски език „иди да научиш“). От тези думи тръгнало име на новото село Юренлик, по-късно и Юрене, Юрен.
Училището в село Юрен (Научене) е създадено след Освобождението, около 1890 г. В началото се е намирало в общинския обор, по-късно е преместено в свободна турска къща, а през 1923 г. е построена училищна сграда. Първият учител в селото е бил дядо Йордан от град Нова Загора. Началното училище „Братя Миладинови“ в село Научене е закрито през – вероятно – 1970 г., откогато датират последните му архивни документи.

## Обществени институции
Село Научене към 2024 г. е център на кметство Научене.

## Други
Нунатак Научене на Антарктическия полуостров е наименуван на селото (дата на одобряване 7 октомври 2015 г.).